# Reinhart Kudlich
Reinhart Kudlich, auch Reinhard Kudlich (* 28. September 1902 in Troppau; † 25. Juli 1943 bei Bjelgorod, UdSSR), war ein sudetendeutscher Rechtsanwalt und Kommunalpolitiker (SdP, NSDAP).

## Leben und Wirken
Kudlich war der Sohn des Juristen Walther Kudlich (1857–1930), von 1908 bis 1919 Bürgermeister von Troppau, und seiner Frau Sofia, der Tochter eines Notars. Sein jüngerer Bruder Werner Kudlich (1903–1945) war Kunsthistoriker und Direktor des Schlesischen Landesmuseums in Troppau.
Er wurde Rechtsanwalt, Mitglied der Sudetendeutschen Partei (SdP) und nach deren Auflösung rückwirkend zum 1. November 1938 der NSDAP. Er trat auch der Waffen-SS bei.
Nach dem Einmarsch der deutschen Truppen und der Besetzung der deutschbesiedelten Grenzregionen der Tschechoslowakei, der die Bildung des deutschen Reichsgaus Sudetenland folgte, wurde er im Oktober 1938 zum Oberbürgermeister von Troppau ernannt. Troppau bildete damals gleichzeitig einen Stadtkreis im Regierungsbezirk Troppau.
Im Jahre 1942 wurde ihm das Eisernen Kreuz II. Klasse verliehen.